# Helige Johannes Döparens kyrka, Vidrani
Helige Johannes Döparens kyrka (makedonska: Црква „Св. Јован Крстител“; translitteration: Tsrkva ''Sv. Jovan Krstitel'') är en makedonisk-ortodox kyrkobyggnad belägen i byn Vidrani, i Kičevo kommun i den statistiska regionen Sydvästra regionen, i Nordmakedonien.
Kyrkan är helgad åt Johannes Döparen och tillhör Debars och Kičevos stift.

## Historik
Helige Johannes Döparens kyrka i Vidrani började att byggas i slutet av augusti 2014 och stod klar i februari 2023. Kyrkan invigdes den 22 juli samma år.

## Bilder

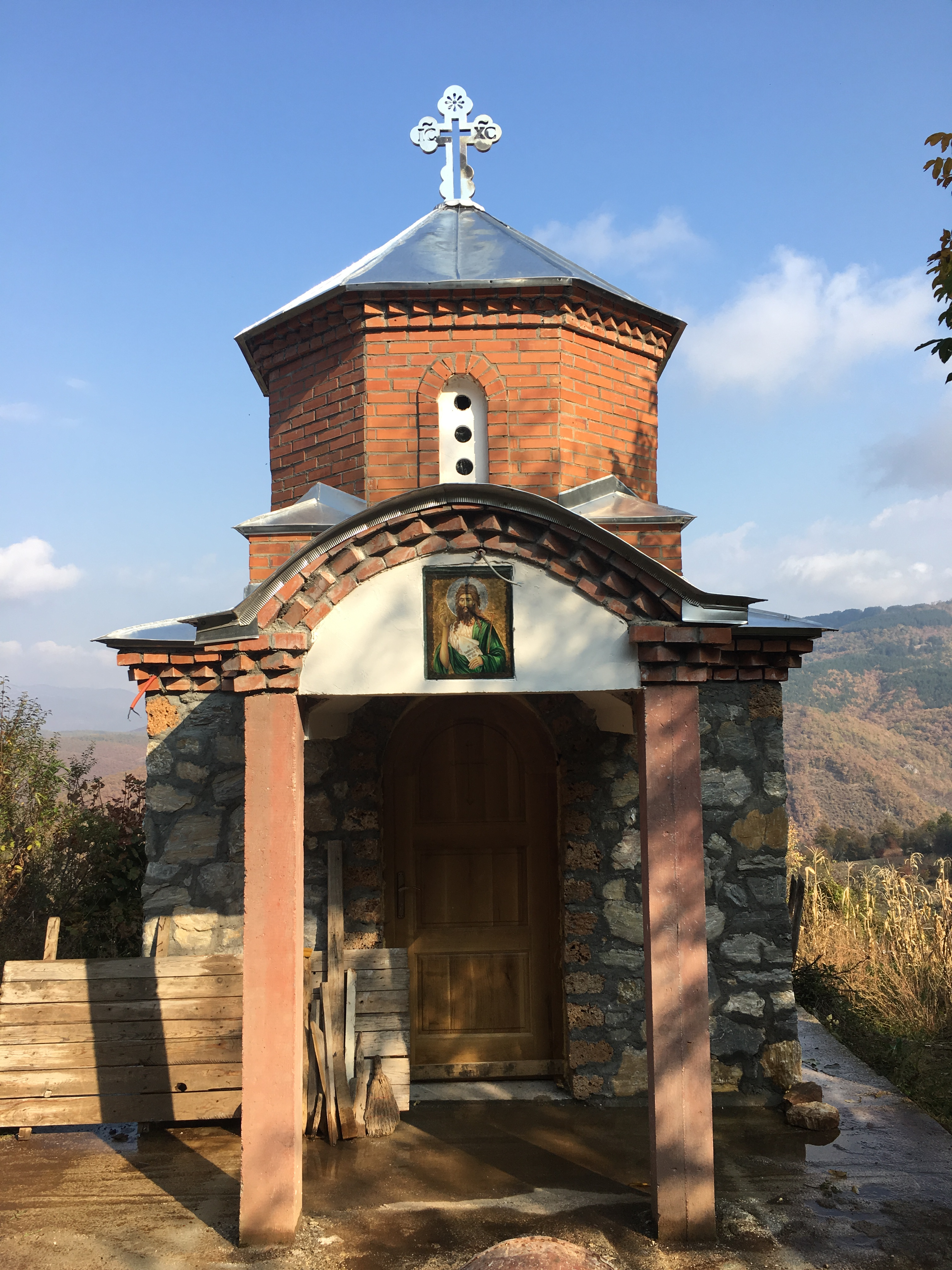
Framsidan och entrén.
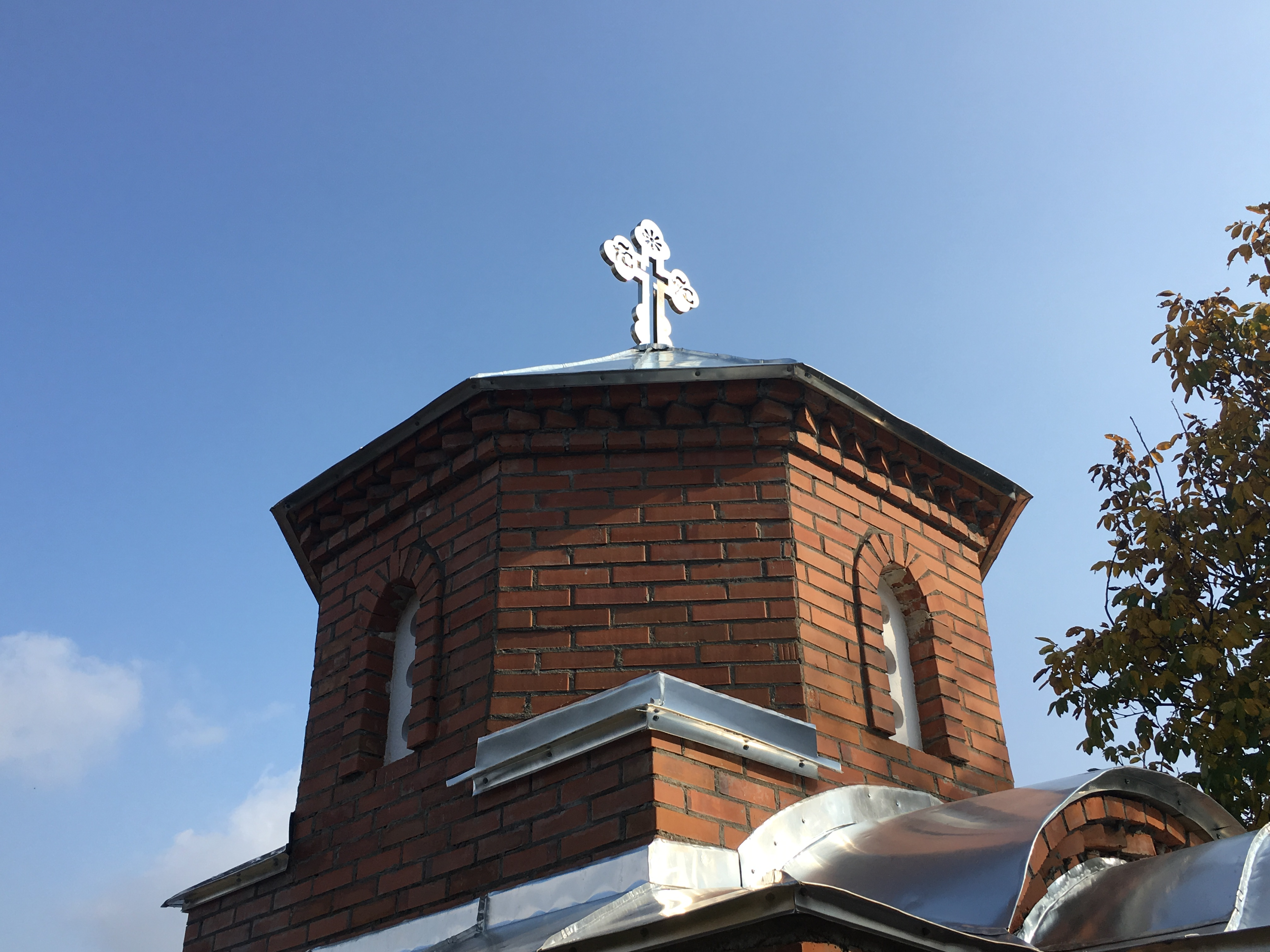
Närbild på kupolen.
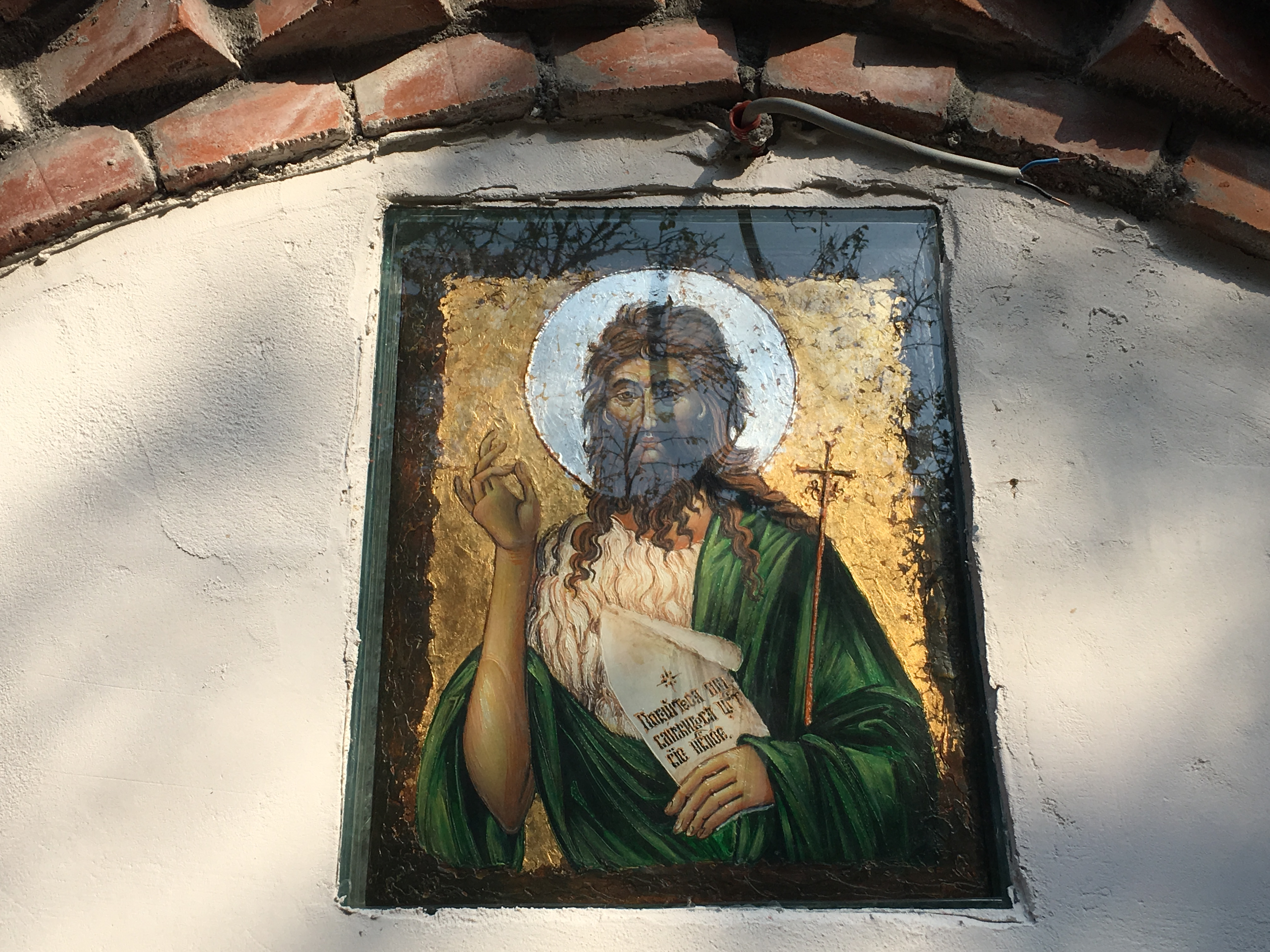
Johannes Döparen avbildad ovanför kyrkans entré.